# لیمپرتریس
لیمپِرَتریس (به فرانسوی: L'Impératrice) یک گروه موسیقی دیسکو پاپ فرانسوی است. نام گروه در فرانسوی به معنای «ملکه» می‌ باشد.
گروه متشکل از ۶ نفر، شارل دو بوئیسگوین (موسس گروه و نوازنده کیبورد)، آنی گوئن (نوازنده کیبورد)، دیوید گوگی (نوازنده گیتار بیس)، آشیل تروسلیر (نوازنده گیتار الکترونیک)، تام داوو (نوازنده درام) و فلور بنگیگی (خواننده) - که در سال ٢٠١۵ به گروه پیوست - است.

## ترانه شناسی

### آلبوم ها[۳]
- Odyssée، (٢٠١۵)
- Matahari،(٢٠١٨)
- Tako Tsubo،(٢٠٢١)

## منبع
1. ↑  "L'Impératrice | Biography, Albums, Streaming Links". AllMusic (به انگلیسی). Retrieved 2021-07-13.
2. ↑  "L'Impératrice - Wikipedia". en.m.wikipedia.org (به انگلیسی). Retrieved 2021-07-13.
3. ↑  "L'Impératrice | Album Discography". AllMusic (به انگلیسی). Retrieved 2021-07-13.